# 창사 전투 (1939년)
제1차 창사 전투 (1939년 9월 17일 – 1939년 10월 6일; 중국어 정체자: 第一次長沙會戰)는 중일 전쟁 기간 동안 일본군이 후난의 창사 시를 점령하려던 네 번의 시도 중 첫 번째 시도였다. 중일 전 기간, 중국 제9전구 부대는 후난·후베이·장시 3성 접경 지역에서 일본군에 대한 방어 작전을 전개하였다. 이번 전투는 제2차 세계 대전 유럽 전선이 발발한 이후 일본군이 중국 전선에서 벌인 첫 대규모 정면 공세였다. 일본군은 국민정부를 군사적으로 타격하고 항복을 강요하기 위해 10만여 명의 병력을 집중시켜, 장시 북부·후베이 남부·후난 북부 세 방향에서 창사로 공세를 가했다. 제9전구 대사령장관이었던 설월(薛岳, 1939년 10월 1일 정식 사령관으로 임명)은 창사를 방어하기 위해 후난 북부를 방어의 중점으로 삼고, ‘후퇴 결전, 외익 확보’의 작전 방침을 채택하여 30여 개 사단과 3개 진격종대를 동원해 총 약 24만여 명이 이번 전투에 참가했다. 10월 9일에 이르러 중국군 제195사단은 루자오(鹿角)·신창(新牆)·양린제(楊林街) 선까지 진격을 회복했고, 일본군은 차례로 신창허(新牆河) 이북 지역으로 철수했다. 10월 14일에는 양측이 전투 전의 태세로 돌아갔다.

## 배경 및 전략
1939년 8월 15일, 제11군은 양쯔강 남쪽에서 샹강에서 감강까지 250 킬로미터 (160 mi)에 이르는 전역의 일반 계획을 수립했다. 9월 초, "일본 지나 파견군"의 니시오 도시조 일본군 대장과 이타가키 세이시로 중장은 후난의 성도인 창사를 점령하기 위해 출발했다. 일본군 제101 및 제106사단은 북부 장시의 감강 서쪽 강변에 배치되었고, 제6, 3, 13, 33사단은 남부 후베이에서 북부 후난으로 남진했다.
일본이 공격을 개시한 두 가지 주요 동기는 독일 동맹국이 소련 적국과 불가침 조약을 체결한 것과 노몬한에서 소련군에게 패배한 것이었다. 따라서 중국에 대한 대규모 공격은 사기를 회복시킬 것이었다..

## 전투
1939년 9월 14일 밤, 나카이 료타로 중장이 이끄는 제106사단은 장시성 펑신 북쪽에서 서쪽으로 진격하여 중국 제60군 완바오방의 제184사단을 공격했다. 치열한 전투 끝에 방어군은 가오안을 포기했다. 일본군 주력은 북서쪽으로 이동하여 상푸(上富), 간팡(甘坊), 슈수이(秀水)를 공격했다. 나카이와 협력하여 아마카스 주타로 중장이 이끄는 제33사단은 남쪽에서 관린정의 제15군을 공격했다.
최근 장시성에서 중요한 전략적 요충지를 점령한 일본군은 9월 17일부터 창사에 대한 공격을 본격적으로 시작했다. 일본 제101사단(사이토 마사토시 중장)과 제106사단은 이웃한 후난성 창사를 향해 서쪽으로 진군하기 시작했다. 한편, 제3사단(후지타 신이치 중장), 제6사단(이나바 시로 중장), 제13사단(다나카 시즈이치 중장), 제33사단은 북부 후난성으로 침공하여 창사에 대한 추가 압력을 가했다. 그러나 일본군은 너무 서쪽으로 길게 뻗어나갔고, 남쪽과 북쪽에서 중국군의 반격을 받아 동쪽으로 후퇴할 수밖에 없었다.
9월 19일, 일본군은 광범위하게 독가스를 사용하여 신창강을 따라 중국군 방어 진지를 공격했다. 일본은 제네바 의정서 (1925년)에 서명하지 않았다.
9월 19일 춘첸지에를 되찾은 후, 왕야오우의 제74군 (51D, 57D, 58D)과 쑹커탕의 제32군 (139D, 141D)은 9월 22일 반격으로 가오안을 탈환했다.

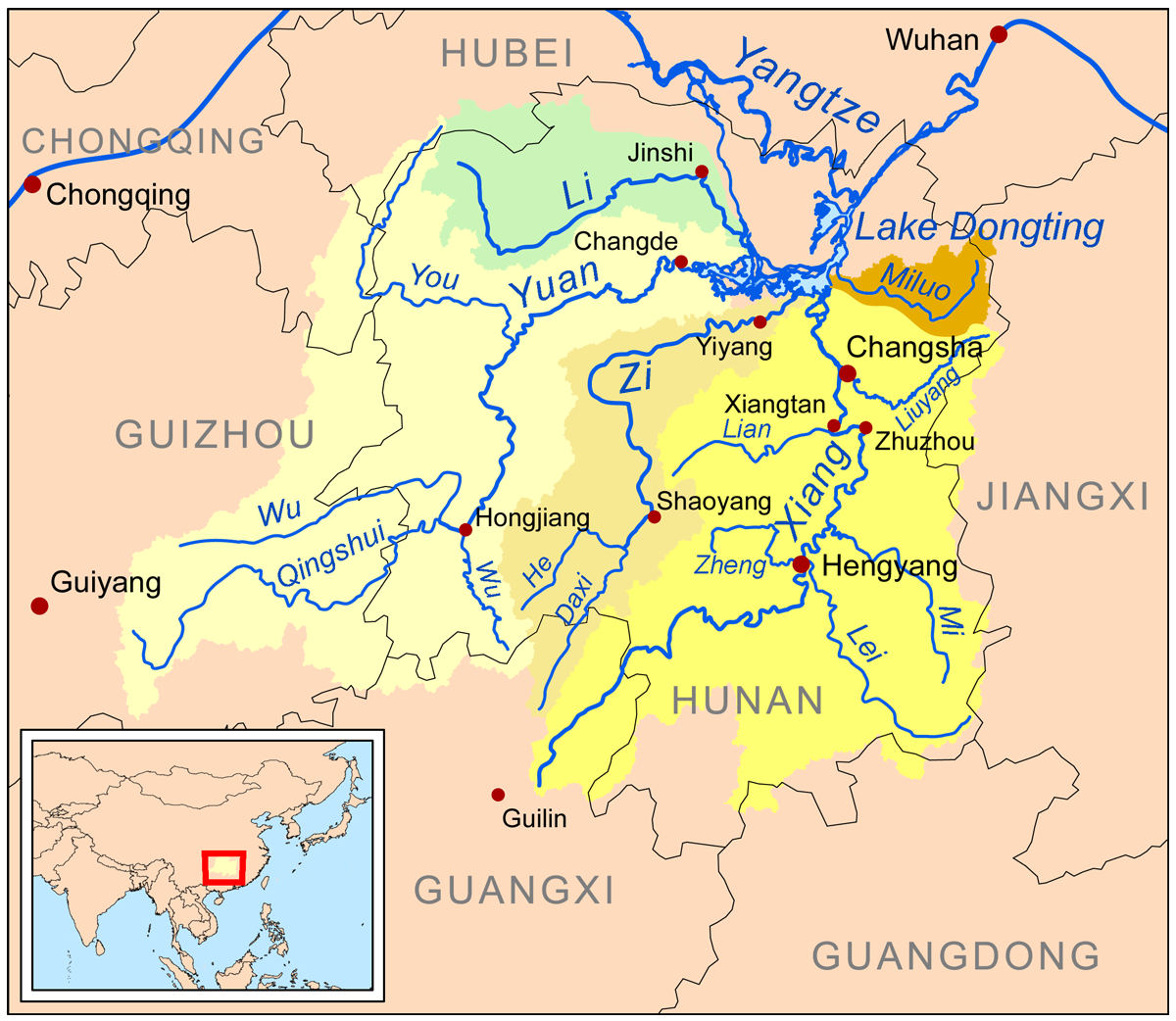
동팅강 지도

9월 23일 일본군은 신창강 지역에서 중국군을 몰아냈고, 제6사단과 제13사단은 중포 사격 엄호 아래 강을 건너 미뤄강을 따라 남쪽으로 더 진격했다. 창사 동쪽에서는 해군 함선이 상하이 특수 해군 상륙 부대와 제3사단 일부를 상륙시켜 창사를 삼면으로 포위했다.
그 후에도 격렬한 전투가 계속되었고 중국군은 일본군을 교란하기 위해 남쪽으로 후퇴하는 한편, 동쪽과 서쪽에서 증원 대대가 도착하여 포위 작전을 지원했다.
중국군 방어병들은 일본군의 병력과 보급품을 매복과 교란 작전을 통해 소모시키기 위해 미리 유연한 게릴라 전술을 결정했다. 천청 장군의 명령에 따라 목표는 "적을 창사 근처로 유인하여 결정적인 전투를 벌이는 것"이었다.
일본군의 보급을 차단하기 위해 중국군은 초토화 전술을 실행하고 현지 민간인들을 언덕으로 대피시켰다.
9월 29일까지 일본 제6사단의 선봉대가 창사 외곽에 도달했다. 그러나 다음날 밤 공격으로 일본군 전진 부대는 "전방, 후방, 양측에서 6만 명의 비명을 지르는 중국군"에 포위당했다고 한 미국 군사 관찰자는 보고했다.
수만 명에 달하는 막대한 사상자, 특히 상당 부분이 전사자였으며, 지나치게 길게 늘어진 보급선이 완전히 끊길 위험성 때문에 일본군은 라오다오강을 건너 후퇴할 수밖에 없었다. 관린정 집단군 사령관 대리는 즉시 제52군과 제73군에게 일본군을 미뤄강까지 추격하라고 명령했다. 쉐웨 장군은 10월 3일 충양과 웨양 남쪽에 있는 일본군을 추격하는 총반격을 명령했다. 중국군은 포병을 전선으로 끌어와 후퇴하는 일본군 종대를 포격했다.
10월 5일, 중국군은 오카무라 야스지 장군이 창사 공세를 중단하라는 명령을 담은 일본 항공기를 격추시켰고, 인근 중국 제23사단은 잉톈(현 미뤄)에 있는 일본 해군 항구를 공격하여 여러 척의 함선에 피해를 입혔다. 10월 6일까지 창사에 있던 일본군은 전멸하고 후퇴했다. 이틀 후, 잔존 병력은 미뤄강을 넘어 북쪽으로 도주했고, 중국 제52군의 제195사단은 신창강을 넘어 그들을 추격하여 이전 전방 진지를 탈환했다. 밤에는 중국군이 시탕과 야오린에 야간 습격을 감행했다.
10월 10일까지 중국군은 북부 후난성, 남부 후베이성, 북부 장시성에 있던 이전 영토를 완전히 되찾았다.

## 사상자
일본은 창사 공격이 단지 견제 공격이었고, 창사를 영구적으로 점령할 의도는 없었다고 주장했다. 그들은 사망자 850명, 부상자 2,700명에 불과했다고 주장하는 한편, 중국군 병사 44,000명을 사살하고 4,000명을 포로로 잡았다고 주장했다.
외국 군사 관찰자들은 중국군 사상자를 사망 및 부상 20,000명 정도로 훨씬 낮게 추정하는 한편, 일본군 사상자는 약 30,000명으로 주장했다. 군사 역사가 마이클 클로드펠터는 전투에서 일본군 전체 사상자가 약 50,000명에 달할 것으로 추정한다.

## 결론
창사는 일본군의 진격을 성공적으로 저지한 최초의 대도시였다. 이 도시를 유지함으로써 중국 국민당군은 일본이 중국 남부의 영토를 통합하는 것을 막을 수 있었다.

## 같이 보기
- 창사 전투 (1941년)
- 창사 전투 (1941년~1942년)
- 창사 전투 (1944년)